# DeKalb County, Tennessee
DeKalb County är ett administrativt område i delstaten Tennessee, USA, med 18 723 invånare. Den administrativa huvudorten (county seat) är Smithville.

## Geografi
Enligt United States Census Bureau har countyt en total area på 852 km². 789 km² av den arean är land och 63 km² är vatten.

### Angränsande countyn
- Putnam County - nordost
- White County - öst
- Warren County - syd
- Cannon County - sydväst
- Wilson County - väst
- Smith County - nordväst